# Jacques Burin
Jacques Burin (1756 à Champfleur - 17 octobre 1794 à Champgenêteux), est un prêtre réfractaire français, déclaré « bienheureux » par le Pape Pie XII en 1955.

## Histoire
Jacques Burin est né à Vermont dans le Maine près d'Alençon. Garçon vacher, illettré jusqu'à l'âge de 12 ans, il entre au petit séminaire puis au grand séminaire où il rattrape son retard. Il est ordonné prêtre en 1779, puis nommé curé de Saint-Martin-de-Connée en 1786. Son histoire est celle d'un personnage attachant, dans une campagne très pauvre. Il distribue sur ses fonds personnels de la nourriture et des aides aux habitants. Très apprécié par eux, il est choisi comme représentant du peuple auprès des instances royales.
En 1791, il refuse de prêter serment révolutionnaire à la Constitution civile du clergé. Il est donc réfractaire, arrêté et expulsé de la paroisse. Il sera emmené à pied enchaîné de Saint-Martin-de-Connée à la prison de Sainte-Suzanne, puis écroué à Laval. Bénéficiant d'une attaque des Chouans, il s'évade. Il revient sur ses paroisses et reprend clandestinement son ministère allant de ferme en ferme, déguisé en marchand de fil du nom de « Sébastien ».
En octobre 1794, on lui tend un piège. Deux femmes de Courcité veulent se convertir et se confesser. Les conseils de prudence n’arrêtent pas l’intrépide Jacques Burin : « J’ai donné ma parole, je la tiendrai ». Il répond à cet appel : c’est un traquenard. Le 17 octobre 1794, la ferme du Petit Coudray à Champgenêteux est cernée par les Gardes nationaux d’Évron ; Jacques Burin, abattu de deux coups de feu, est mort martyr.
Des restes de son corps reposent dans un reliquaire à la Chapelle du Chêne, mais également dans les autels de Saint-Martin-de-Connée et Bais. Trois jours avant, il célébrait son dernier mariage à La Chapelle-au-Riboul.
Dans l'église de Saint-Martin-de-Connée, on peut lire l'acte de « résistance » contre le serment révolutionnaire ainsi que celui du dernier mariage pratiqué. Y est exposée l'ardoise gravée par les paysans de Champgenêteux lors de l'inhumation clandestine de 1794 près de la ferme. Le reliquaire est posé sur la chaire d'où il a fait son dernier sermon.
Le 19 juin 1955, à Rome, le Pape Pie XII déclare Jacques Burin Bienheureux.

## Paroisse
Une paroisse des Coëvrons porte le nom de Jacques Burin : Paroisse Bienheureux Jacques Burin en Coëvrons (diocèse de Laval).

## Vitrail
Dans l'église de Saint-Martin-de-Connée figure depuis 1934-1935 un vitrail dédié au père Burin.
On peut y lire l'inscription suivante : « Pour le perpétuel souvenir de l’héroïque apostolat et la mort glorieuse de Monseigneur Jacques Burin, curé de Connée tombé sous les balles des impies, le 17 octobre 1794. Ce vitrail a été posé par les soins de M. le curé Elie Ledain et du père Louis Pottier s.j. enfant de la paroisse, l’an de grâce 1934-5. A. Maume Jean fecit. »

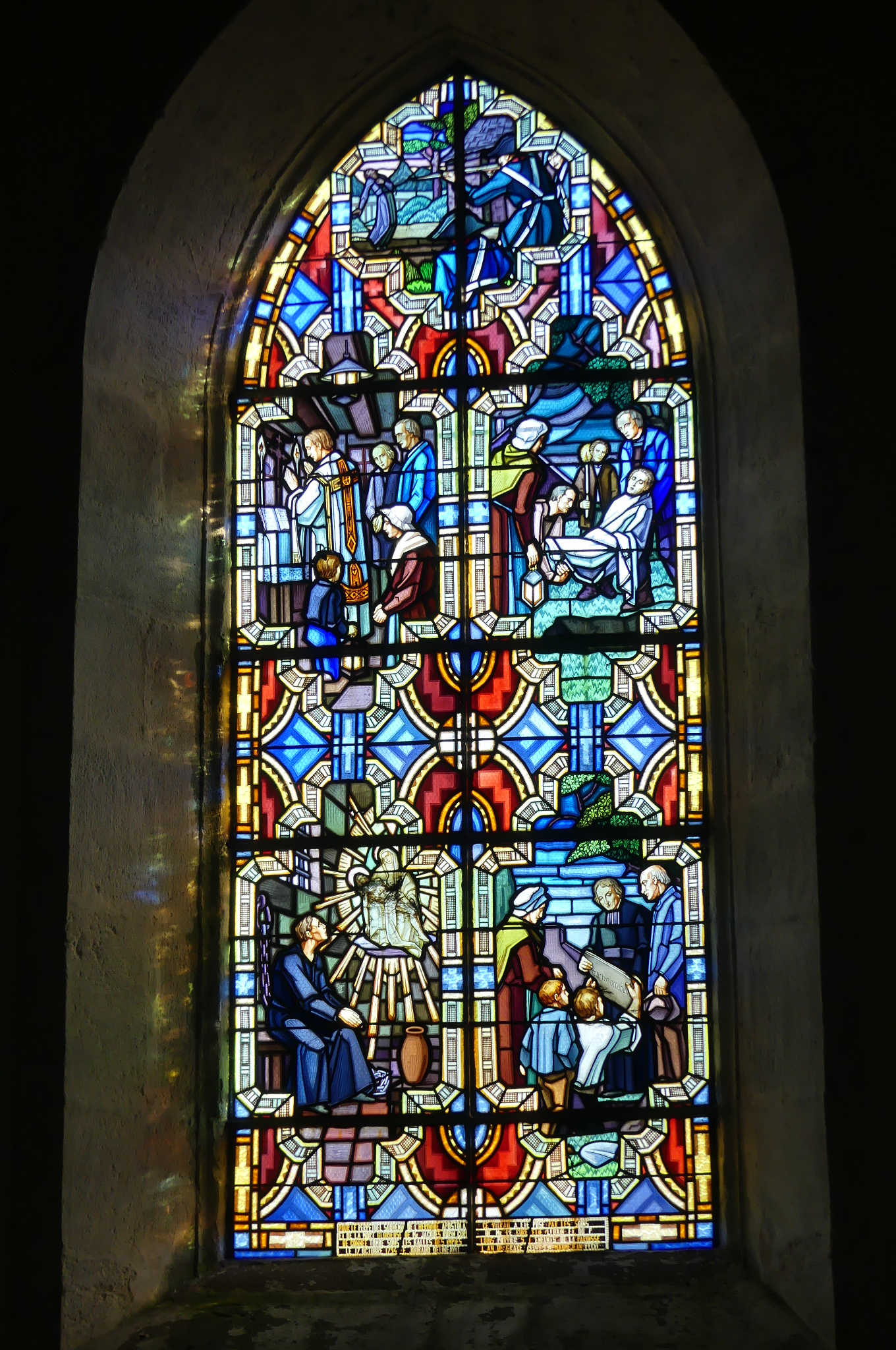
Martyr de Jacques Burin 1934 vitrail de l'église saint Martin de Connée
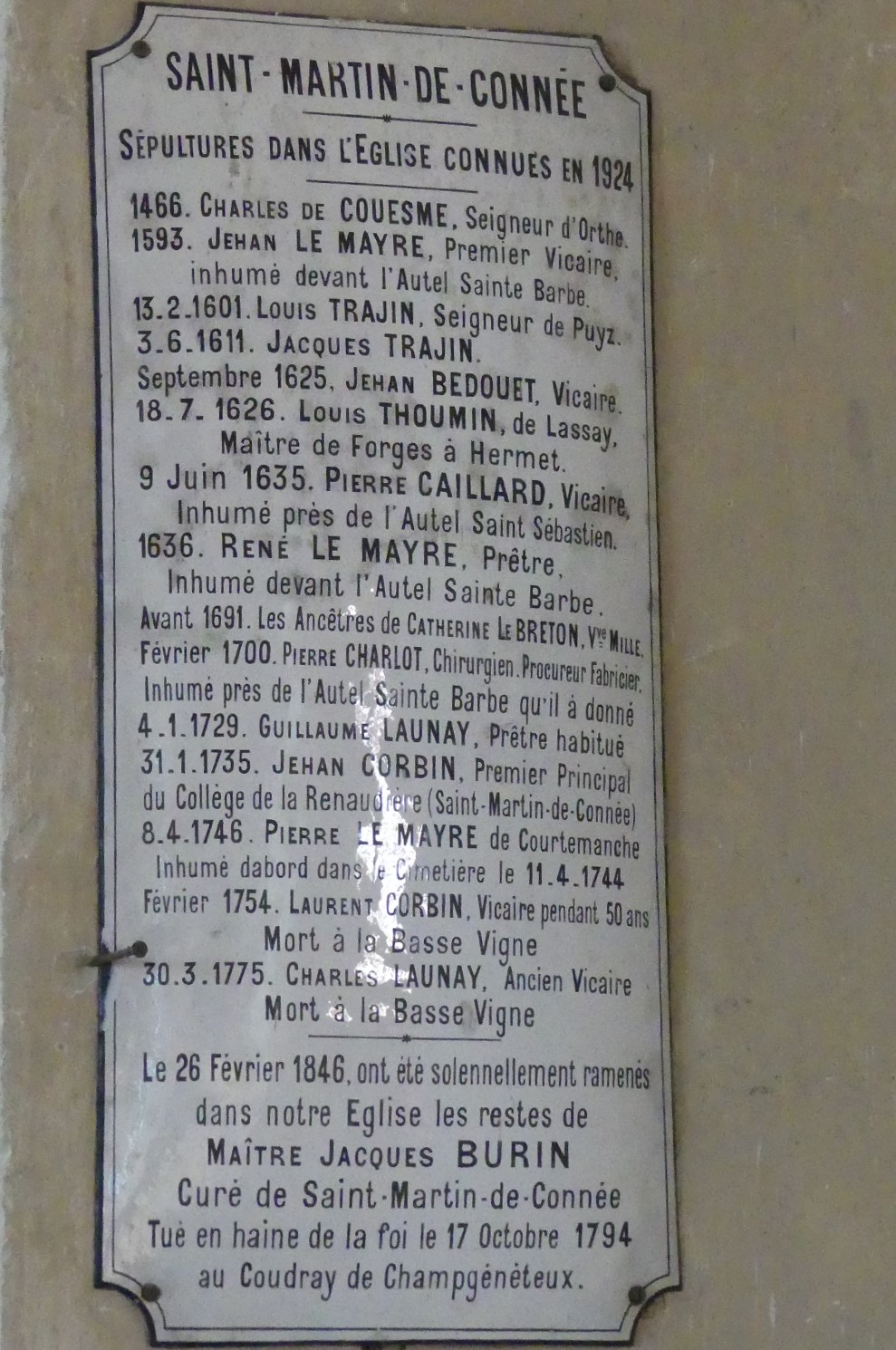
plaques des sépultures dans l'église saint Martin de Connée
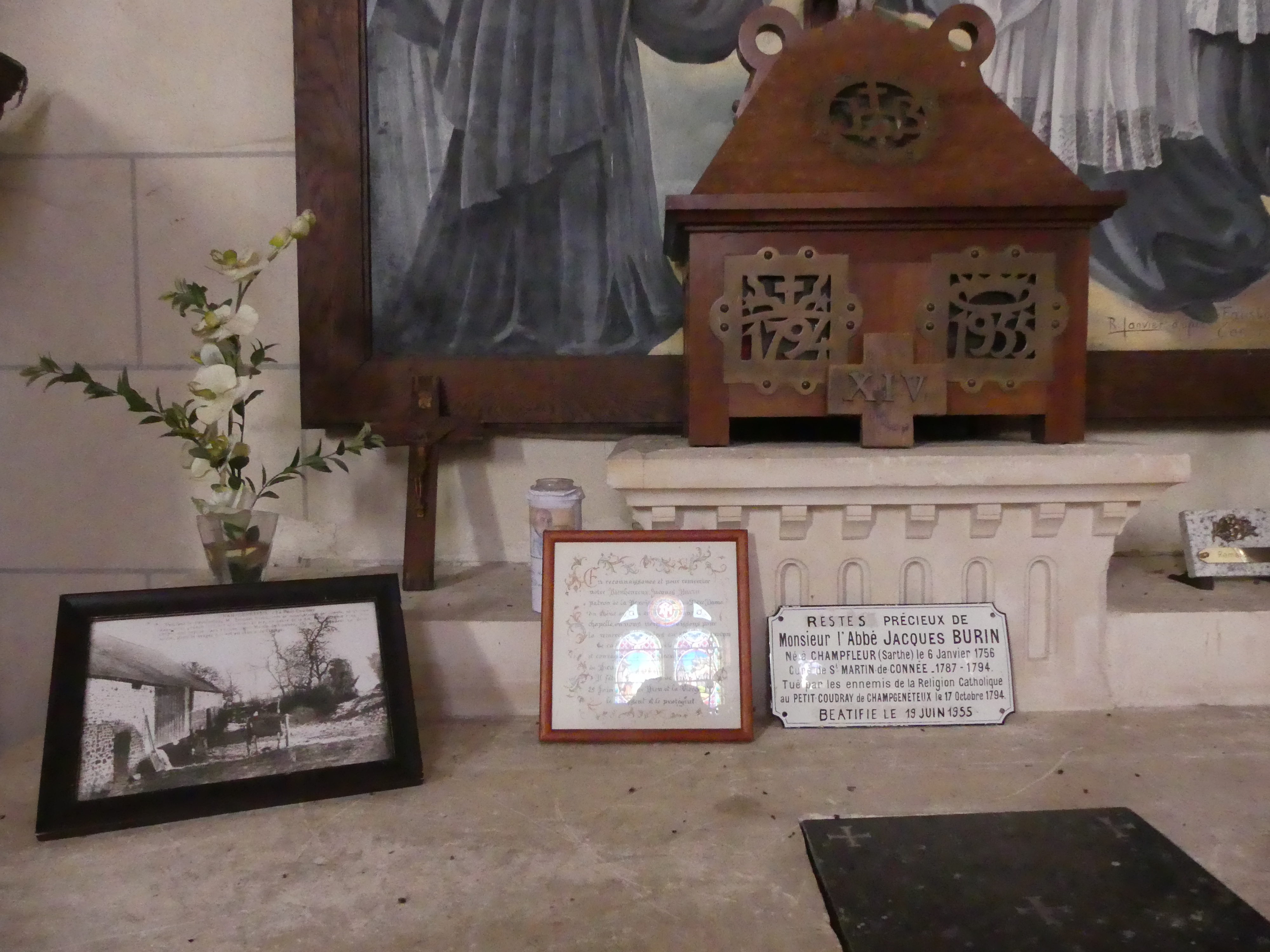
Reliquaire de Jacques Burin chapelle Notre Dame du Chêne.